# 삼익가구
삼익가구(三益家具, 영어: Samick Funiture)는 1978년에 회사를 설립을 하였고, 이후 브랜드 런칭을 하였다.

## 연혁
- 1978년 ㈜삼익가구 설립
- 1978년 삼익가구 런칭, 이후 아파트, 호텔, 사무용 가구 다양한 생산
- 1979년 삼익해운, ㈜삼익주택 계열사로 편입
- 1980년 삼익가구 말레이시아 현지법인 아스피삼익 설립
- 1980년 학생용 가구 하버드 출시
- 1984년 이태리 인테리어가구 기술도입 마끄뜨리 제품생산
- 1985년 독일 카치필드社 사무용 가구 기술도입
- 1986년 계열사 삼익해운, ㈜삼익주택 매각 및 독자 경영
- 1986년 삼익가구 사자 씨름단 창단
- 1988년 서울올림픽 선수촌가구 설치
- 1988년 국내 최초 옷장전용 전자감응식 환기장치 개발
- 1990년 프랑스 메리노스社와 침대기술 도입 제휴 (메리노스, 메리 플렉스 침대 생산)
- 1995년 에제망 소파 브랜드 탄생
- 2016년 온라인 브랜드 스튜디오 삼익 런칭